# Novalja
Novalja (tyska: Navala, italienska: Novaglia) är en stad i Kroatien. Staden har 3 672 invånare (2001) och är den näststörsta orten på ön Pag i Lika-Senjs län. Novalja är en turistort som idag (2011) kanske främst är känd för stranden Zrće som årligen lockar tusentals ungdomar från när och fjärran. 

## Orter i kommunen
Novalja utgör huvudorten i kommunen med samma namn. I kommunen finns förutom Novalja följande 9 orter: Caska, Gajac, Kustići, Lun, Metajna, Potočnica, Stara Novalja, Vidalići och Zubovići.

## Historia
Staden Novalja delar i stora drag samma historia som ön som den ligger på. Området befolkades före Kristi födelse av liburner, en illyrisk folkstam. Omkring 100 f.Kr. intogs ön av romarna som grundade staden Cissa på platsen för dagens Novalja. Under 600-talet anlände slaverna (dagens kroater) och bosatte sig på ön. Under 700-800-talet upprättade kroaterna ett furstendöme, Dalmatiska Kroatien, längs med Adriatiska havet östra kust i vilket Pag och Novalja kom att ingå. 
Under 1000-1100-talet då Novalja var en del av det medeltida kroatiska kungariket trätte olika lokala adelsfamiljer om rättigheterna till staden. 1100-1300-talet fördes en tidvis bitter kamp mellan de kroatisk-ungerska härskarna och republiken Venedig över herraväldet över de dalmatiska städerna och öarna. I början av 1500-talet kontrollerades staden av Venedig som behöll makten fram till republikens upplösning 1797. Därefter tillföll Novalja kejsardömet Österrike. Napoleon och hans franska styrkor höll staden 1806-1813 innan den åter tillföll österrikarna. Österrikarna styrde sedan över Novalja fram till första världskrigets slut och Österrike-Ungerns upplösning 1918.

## Kommunikationer
Närmast belägna flygplats är Zadars flygplats som befinner sig ca 80 km från Novalja. 